# Henri Lentulo
Henri Lentulo (Nizza, 17 settembre 1889 – Gap, 27 gennaio 1981) è stato un odontoiatra e militare italiano naturalizzato francese, nonché ufficiale della Legione straniera francese.
Henri Lentulo è stato un pioniere dell'odontoiatria, ricordato anche come inventore di un dispositivo per la terapia endodontica del canale radicolare che porta il suo nome, la spirale di Lentulo.

## Biografia

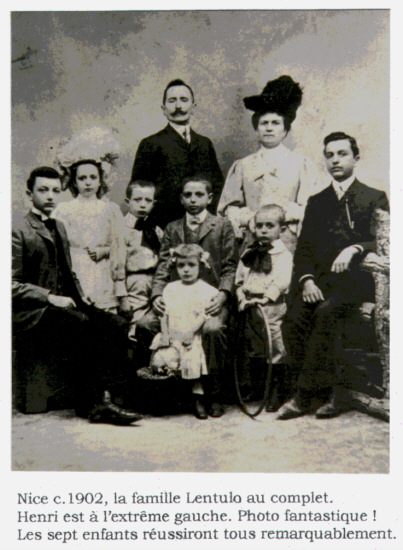
Lentulo (all'estrema sinistra) con la sua famiglia nel 1902

Nacque a Nizza da genitori italiani di origini piemontesi: il padre Gaetano era nativo di Ceva mentre la madre, Caterina Operti, proveniva da Mondovì. Lentulo si laureò chirurgo dentista nel 1912, all'Università degli Studi di Torino.

### Prima guerra mondiale
Con lo scoppio della prima guerra mondiale le sue idee politiche socialiste lo indussero, dopo l'assassinio di Jean Jaurès, ad arruolarsi nell'esercito francese nell'agosto 1914. Essendo ancora cittadino italiano, si arruolò nella Legione straniera francese e fu destinato al 1º Reggimento di marcia, come legionario di seconda classe. Nell'ottobre dello stesso anno fu distaccato come medico ausiliario presso la Legione Garibaldina di Peppino Garibaldi, nel 4º Reggimento di marcia del 1º Reggimento straniero.
Nell'aprile del 1915, con lo scioglimento dei garibaldini, Lentulo fu destinato al 2º Reggimento straniero a Orléans e, in seguito, al 359º Reggimento di fanteria. 
Nel luglio 1916 combatté nella battaglia di Verdun e nel 1918 fu inviato a Milano per organizzarvi il Centro di Chirurgia maxillo facciale dell'esercito italiano.

### Dopoguerra

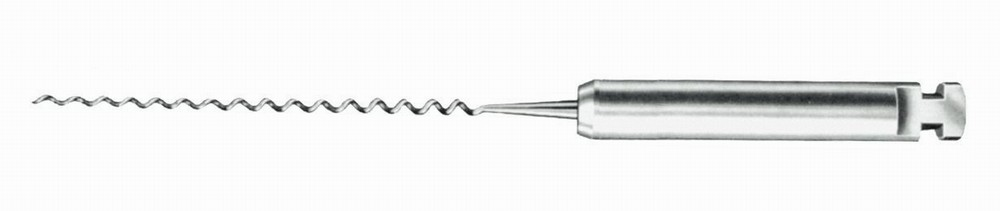
La spirale di Lentulo.

Fu nominato cavaliere della Legione d'onore e decorato della Croce di guerra con la stella di bronzo.
Autore di numerosi scritti scientifici, si naturalizzò francese nel 1925.

#### Spirale di Lentulo
In quello stesso anno 1925 diede inizio alla sperimentazione di uno strumento spingi-pasta di sua ideazione, che avrebbe dovuto trovare impiego per l'otturazione del canale radicolare nella terapia endodontica.
Terminata la fase sperimentale, nel 1928 Lentulo diede inizio alla produzione industriale della sua invenzione, a cui presto arrise un grande successo commerciale e alla quale sarebbe stato dato il suo nome, la spirale di Lentulo.